# Olympische Sommerspiele 2016/Teilnehmer (Neuseeland)
| Gelbes Symbol für Goldmedaillen mit stilisierten Olympischen Ringen | Graues Symbol für Silbermedaillen mit stilisierten Olympischen Ringen | Braundes Symbol für Bronzemedaillen mit stilisierten Olympischen Ringen |
| ------------------------------------------------------------------- | --------------------------------------------------------------------- | ----------------------------------------------------------------------- |
| 4                                                                   | 9                                                                     | 5                                                                       |

Neuseeland nahm an den Olympischen Spielen 2016 in der brasilianischen Metropole Rio de Janeiro teil. Es war die insgesamt 25. Teilnahme Neuseelands an Olympischen Sommerspielen.
Das New Zealand Olympic Committee nominierte 199 Athleten in 20 Sportarten.

## Teilnehmer nach Sportarten

### Fußball
| Wettbewerb    | Frauen |
| ------------- | --- |
| Athleten      | Katie Bowen Katie Duncan Abby Erceg Anna Green Sarah Gregorius Betsy Hassett Amber Hearn Annalie Longo Meikayla Moore Erin Nayler (TW) Ria Percival Jasmine Pereira Ali Riley Rebecca Rolls (TW) Rebekah Stott Rosie White Hannah Wilkinson Kirsty Yallop |
| Trainer       | Tony Readings ( England) |
| Gruppenphase  | Vereinigte Staaten 0:2 (0:1) Kolumbien 1:0 (1:0) Frankreich 0:3 (0:1) |
| Viertelfinale | ausgeschieden |
| Halbfinale    | ausgeschieden |
| Finale        | ausgeschieden |
| Platzierung   | 9. Platz |

### Gewichtheben
Bei den Oceania Championships im Mai 2016 konnte Neuseeland je einen Startplatz bei den Männern und bei den Frauen erkämpfen. Am 28. Juni wurden Tracey Lambrechs und Richie Patterson vom  NOK Neuseelands nominiert.
| Athleten         | Wettbewerb        | Reißen  | Reißen | Stoßen  | Stoßen | Zweikampf | Zweikampf | Rang |
| Athleten         | Wettbewerb        | Gewicht | Rang   | Gewicht | Rang   | Gewicht   | Rang      | Rang |
| ---------------- | ----------------- | ------- | ------ | ------- | ------ | --------- | --------- | ---- |
| Frauen           |                   |         |        |         |        |           |           |      |
| Tracey Lambrechs | Klasse über 75 kg | 98 kg   | 15     | 133 kg  | 13     | 231 kg    | 13        | 13   |
| Männer           |                   |         |        |         |        |           |           |      |
| Richie Patterson | Klasse bis 85 kg  | 149 kg  | 17     | 181 kg  | 16     | 330 kg    | 16        | 16   |

### Golf
| Athleten  | Runde 1 | Runde 2 | Runde 3 | Runde 4 | Gesamt | Par | Rang   |
| --------- | ------- | ------- | ------- | ------- | ------ | --- | ------ |
| Frauen    |         |         |         |         |        |     |        |
| Lydia Ko  | 69      | 70      | 65      | 69      | 273    | −11 | Silber |
| Männer    |         |         |         |         |        |     |        |
| Ryan Fox  | 70      | 73      | 74      | 68      | 285    | +1  | 39     |
| Danny Lee | 72      | 65      | 76      | 69      | 282    | −2  | 27     |

### Hockey
| Wettbewerb      | Frauen | Männer |
| --------------- | --- | --- |
| Athleten        | Kayla Whitelock Olivia Merry Petrea Webster Sally Rutherford Brooke Neal Sam Charlton Liz Thompson Sophie Cocks Kirsten Pearce Gemma Flynn Charlotte Harrison Rose Keddell Kelsey Smith Pippa Hayward Stacey Michelsen Anita McLaren | James Coughlan Simon Child Blair Hilton Ryan Archibald Bradley Shaw Nic Woods Devon Manchester Kane Russell Blair Tarrant Shay Neal Arun Panchia Shea McAleese Stephen Jenness Hugo Inglis Hayden Phillips Nick Wilson |
| Trainer         | Mark Hager | Colin Batch |
| Gruppenphase    | Südkorea 4:1 (3:0) Deutschland 1:2 (1:1) Spanien 2:1 (1:0) Niederlande 1:1 (0:1) China 3:0 (1:0) | Australien 1:2 (0:2) Großbritannien 2:2 (2:2) Spanien 2:3 (2:2) Brasilien 9:0 (5:0) Belgien 3:1 (0:0) |
| Viertelfinale   | Australien 4:2 (2:0) | Deutschland 2:3 (0:1) |
| Halbfinale      | Großbritannien 0:3 (0:1) | ausgeschieden |
| Spiel um Bronze | Deutschland 1:2 (0:0) | ausgeschieden |
| Finale          | – | ausgeschieden |
| Platzierung     | 4. Platz | 5. Platz |

### Judo
| Athleten       | Wettbewerb | 1. Runde     | 1. Runde    | 2. Runde    | 2. Runde    | Viertelfinale | Viertelfinale | Halbfinale / Trostrunde | Halbfinale / Trostrunde | Finale / Platz 3 | Finale / Platz 3 | Rang |
| Athleten       | Wettbewerb | Gegner       | Ergebnis    | Gegner      | Ergebnis    | Gegner        | Ergebnis      | Gegner                  | Ergebnis                | Gegner           | Ergebnis         | Rang |
| -------------- | ---------- | ------------ | ----------- | ----------- | ----------- | ------------- | ------------- | ----------------------- | ----------------------- | ---------------- | ---------------- | ---- |
| Frauen         |            |              |             |             |             |               |               |                         |                         |                  |                  |      |
| Darcina Manuel | bis 57 kg  | I. Sabludina | 001s2:000s1 | T. Monteiro | 000s2:002s2 | ausgeschieden | ausgeschieden | ausgeschieden           | ausgeschieden           | ausgeschieden    | ausgeschieden    | 9    |

### Kanu

#### Kanurennsport
| Athleten                                            | Wettbewerb | Vorlauf      | Vorlauf | Halbfinale    | Halbfinale    | Finale        | Finale        | Rang   |
| Athleten                                            | Wettbewerb | Zeit         | Rang    | Zeit          | Rang          | Zeit          | Rang          | Rang   |
| --------------------------------------------------- | ---------- | ------------ | ------- | ------------- | ------------- | ------------- | ------------- | ------ |
| Frauen                                              |            |              |         |               |               |               |               |        |
| Lisa Carrington                                     | K-1 200 m  | 40,422 s     | 3       | 39,561 s      | 1             | 39,864 s      | 1             | Gold   |
| Lisa Carrington                                     | K-1 500 m  | 1:54,765 min | 4       | 1:56,155 min  | 2             | 1:54,372 min  | 3             | Bronze |
| Aimee Fisher Kayla Imrie Jaimee Lovett Caitlin Ryan | K-4 500 m  | 1:33,782 min | 6       | 1:34,778 min  | 2             | 1:38,198 min  | 5             | 5      |
| Männer                                              |            |              |         |               |               |               |               |        |
| Marty McDowell                                      | K-1 1000 m | 3:39,58 min  | 20      | ausgeschieden | ausgeschieden | ausgeschieden | ausgeschieden | 20     |

#### Kanuslalom
| Athleten    | Wettbewerb | Vorlauf  | Vorlauf | Halbfinale | Halbfinale | Finale   | Finale | Rang   |
| Athleten    | Wettbewerb | Zeit     | Rang    | Zeit       | Rang       | Zeit     | Rang   | Rang   |
| ----------- | ---------- | -------- | ------- | ---------- | ---------- | -------- | ------ | ------ |
| Frauen      |            |          |         |            |            |          |        |        |
| Luuka Jones | K-1        | 100,59 s | 4       | 108,05 s   | 7          | 101,82 s | 2      | Silber |
| Männer      |            |          |         |            |            |          |        |        |
| Mike Dawson | K-1        | 88,91 s  | 8       | 91,47 s    | 5          | 93,07 s  | 10     | 10     |

### Leichtathletik
Laufen und Gehen 
| Athleten        | Wettbewerb  | Runde 1      | Runde 1 | Halbfinale    | Halbfinale    | Finale          | Finale          | Rang   |
| Athleten        | Wettbewerb  | Zeit         | Rang    | Zeit          | Rang          | Zeit            | Rang            | Rang   |
| --------------- | ----------- | ------------ | ------- | ------------- | ------------- | --------------- | --------------- | ------ |
| Frauen          |             |              |         |               |               |                 |                 |        |
| Angie Petty     | 800 m       | 2:02,40 min  | 45      | ausgeschieden | ausgeschieden | ausgeschieden   | ausgeschieden   | 45     |
| Nikki Hamblin   | 1500 m      | 4:11,88 min  | 30      | ausgeschieden | ausgeschieden | ausgeschieden   | ausgeschieden   | 30     |
| Nikki Hamblin   | 5000 m      | 16:43,61 min | 29      | –             | –             | 16:14,24 min    | 17              | 17     |
| Lucy Oliver     | 5000 m      | 15:53,77 min | 27      | –             | –             | ausgeschieden   | ausgeschieden   | 27     |
| Alana Barber    | 20 km Gehen | –            | –       | –             | –             | 1:35:55 h       | 35              | 35     |
| Männer          |             |              |         |               |               |                 |                 |        |
| Hamish Carson   | 1500 m      | 3:48,18 min  | 32      | ausgeschieden | ausgeschieden | ausgeschieden   | ausgeschieden   | 32     |
| Julian Matthews | 1500 m      | 3:40,40 min  | 19      | ausgeschieden | ausgeschieden | ausgeschieden   | ausgeschieden   | 19     |
| Nick Willis     | 1500 m      | 3:38,55 min  | 6       | 3:39,96 min   | 6             | 3:50,24 min     | 3               | Bronze |
| Zane Robertson  | 10.000 m    | –            | –       | –             | –             | 27:33,67 min    | 12              | 12     |
| Quentin Rew     | 20 km Gehen | –            | –       | –             | –             | disqualifiziert | disqualifiziert | –      |
| Quentin Rew     | 50 km Gehen | –            | –       | –             | –             | 3:49:32 h       | 12              | 12     |

 Springen und Werfen 
| Athleten        | Wettbewerb     | Qualifikation | Qualifikation | Finale        | Finale        | Rang   |
| Athleten        | Wettbewerb     | Weite/Höhe    | Rang          | Weite/Höhe    | Rang          | Rang   |
| --------------- | -------------- | ------------- | ------------- | ------------- | ------------- | ------ |
| Frauen          |                |               |               |               |               |        |
| Eliza McCartney | Stabhochsprung | 4,60 m        | 5             | 4,80 m        | 3             | Bronze |
| Valerie Adams   | Kugelstoßen    | 19,74 m       | 1             | 20,42 m       | 2             | Silber |
| Männer          |                |               |               |               |               |        |
| Jacko Gill      | Kugelstoßen    | 20,80 m       | 4             | 20,50 m       | 9             | 9      |
| Tomas Walsh     | Kugelstoßen    | 21,03 m       | 2             | 21,36 m       | 3             | Bronze |
| Stuart Farquhar | Speerwurf      | 77,32 m       | 29            | ausgeschieden | ausgeschieden | 29     |

### Radsport

#### Bahn
| Athleten                                                                                    | Wettbewerb            | Qualifikation                    | Qualifikation | Finals        | Finals             | Rang   |
| Athleten                                                                                    | Wettbewerb            | Zeit                             | Rang          | Zeit          | Rang               | Rang   |
| ------------------------------------------------------------------------------------------- | --------------------- | -------------------------------- | ------------- | ------------- | ------------------ | ------ |
| Frauen                                                                                      |                       |                                  |               |               |                    |        |
| Natasha Hansen                                                                              | Sprint                | 10,871 s                         | 7             | Finale 9–12   | 9                  | 9      |
| Olivia Podmore                                                                              | Sprint                | 11,315 s                         | 23            | ausgeschieden | ausgeschieden      | 23     |
| Natasha Hansen                                                                              | Keirin                | –                                | 4 / 3         | ausgeschieden | ausgeschieden      | 13     |
| Olivia Podmore                                                                              | Keirin                | –                                | DNF / 5       | ausgeschieden | ausgeschieden      | 23     |
| Natasha Hansen Olivia Podmore                                                               | Teamsprint            | 34,346 s                         | 9             | ausgeschieden | ausgeschieden      | 9      |
| Rushlee Buchanan Jaime Nielsen Racquel Sheath Georgia Williams Ersatzfahrerin: Lauren Ellis | Mannschaftsverfolgung | 4:20,061 min                     | 5             | 4:18,459 min  | 2 (kleines Finale) | 4      |
| Männer                                                                                      |                       |                                  |               |               |                    |        |
| Edward Dawkins                                                                              | Sprint                | 9,895 s                          | 10            | ausgeschieden | ausgeschieden      | 15     |
| Sam Webster                                                                                 | Sprint                | 9,880 s                          | 9             | Finale 9–12   | 12                 | 12     |
| Edward Dawkins                                                                              | Keirin                | –                                | 4 / 3         | ausgeschieden | ausgeschieden      | 17     |
| Sam Webster                                                                                 | Keirin                | –                                | 1             | 6             | 7                  | 7      |
| Edward Dawkins Sam Webster Ethan Mitchell Ersatzfahrer: Zac Williams                        | Teamsprint            | 42,673 s 1. R.: 42,535 (OR) (QG) | 2             | 42,542 s      | 2                  | Silber |
| Pieter Bulling Aaron Gate Regan Gough Hayden Roulston Ersatzfahrer: Dylan Kennett           | Mannschaftsverfolgung | 3;55,977 min                     | 4             | 3:56,753 min  | 2                  | 4      |

- QG = qualifiziert für das Finale um Gold; QB = qualifiziert für das kleine Finale um Bronze

Omnium
| Frauen        |   |    |   |    |    |    |    |    |    |    |    |    |     |   |
| Lauren Ellis  | 5 | 32 | 6 | 30 | 11 | 20 | 11 | 20 | 14 | 14 | 2  | 73 | 189 | 4 |
| Männer        |   |    |   |    |    |    |    |    |    |    |    |    |     |   |
| Dylan Kennett | 5 | 32 | 6 | 30 | 6  | 30 | 17 | 8  | 1  | 40 | 15 | −7 | 143 | 8 |

#### Straße
| Athleten        | Wettbewerb       | Zeit          | Rang          |
| --------------- | ---------------- | ------------- | ------------- |
| Frauen          |                  |               |               |
| Linda Villumsen | Straßenrennen    | 3:56:34 h     | 23            |
| Linda Villumsen | Einzelzeitfahren | 44:54,71 s    | 6             |
| Männer          |                  |               |               |
| George Bennett  | Straßenrennen    | 6:21:54 h     | 33            |
| Zac Williams    | Straßenrennen    | nicht beendet | nicht beendet |

#### Mountainbike
| Athleten | Wettbewerb    | Zeit     | Rang |
| -------- | ------------- | -------- | ---- |
| Männer   |               |          |      |
| Sam Gaze | Cross-Country | +1 Runde | 37   |

#### BMX
| Athleten    | Wettbewerb | Qualifikation | Qualifikation | Viertelfinale | Viertelfinale | Halbfinale | Halbfinale | Finale        | Finale        | Rang          |
| Athleten    | Wettbewerb | Zeit          | Rang          | Punkte        | Rang          | Punkte     | Rang       | Zeit          | Rang          | Rang          |
| ----------- | ---------- | ------------- | ------------- | ------------- | ------------- | ---------- | ---------- | ------------- | ------------- | ------------- |
| Männer      |            |               |               |               |               |            |            |               |               |               |
| Trent Jones | Race       | 36,331 s      | 25            | 7             | 2             | 17         | 7          | ausgeschieden | ausgeschieden | ausgeschieden |

### Reiten
| Dressur                         |            |         |      |
| Athleten                        | Wettbewerb | Prozent | Rang |
| Julie Brougham mit Vom Feinsten | Einzel     | 68,543  | 44   |

| Vielseitigkeit |            |                     |                     |          |          |                    |      |
| Athleten | Wettbewerb | Minuspunkte Dressur | Minuspunkte Gelände | Springen | Springen | Minuspunkte Gesamt | Rang |
| Mark Todd mit Campino                                                                                             | Einzel     | 44,00               | 2,00                | 16,00    | 0,00     | 62,00              | 7    |
| Jonelle Price mit Classic Moet                                                                                    | Einzel     | 49,50               | 8,00                | 8,00     | 8,00     | 73,50              | 17   |
| Tim Price mit Sky Boy                                                                                             | Einzel     | 47,00               | E                   | –        | –        | –                  | 29   |
| Clark Johnstone mit Balmoral Sensation                                                                            | Einzel     | 46,50               | 4,80                | 0,00     | 8,00     | 59,30              | 6    |
| Mark Todd mit Campino Jonelle Price mit Classic Moet Tim Price mit Sky Boy Clark Johnstone mit Balmoral Sensation | Mannschaft | 137,50              | 14,80               | 24,00    | 24,00    | 178,8              | 4    |

Jonathan Pagets Pferd Clifton Lush verletzte sich in auf der Olympia-Reitanlage außerhalb des Stalls an der Wange. Um der Wunde, die genäht wurde, genügend Zeit zur Heilung zu geben wurde Paget aus der Mannschaft genommen. Seinen Platz nahm Ersatzreiter Tim Price mit Sky Boy ein.

### Ringen
| Athleten                         | Wettbewerb       | 1. Runde                                   | 1. Runde                                   | Achtelfinale                               | Achtelfinale                               | Viertelfinale                              | Viertelfinale                              | Halbfinale                                 | Halbfinale                                 | Hoffnungsrunde Viertelfinale               | Hoffnungsrunde Viertelfinale               | Hoffnungsrunde Halbfinale                  | Hoffnungsrunde Halbfinale                  | Hoffnungsrunde Finale                      | Hoffnungsrunde Finale                      | Finale                                     | Finale                                     | Rang                                       |
| Athleten                         | Wettbewerb       | Gegner                                     | Ergebnis                                   | Gegner                                     | Ergebnis                                   | Gegner                                     | Ergebnis                                   | Gegner                                     | Ergebnis                                   | Gegner                                     | Ergebnis                                   | Gegner                                     | Ergebnis                                   | Gegner                                     | Ergebnis                                   | Gegner                                     | Ergebnis                                   | Rang                                       |
| -------------------------------- | ---------------- | ------------------------------------------ | ------------------------------------------ | ------------------------------------------ | ------------------------------------------ | ------------------------------------------ | ------------------------------------------ | ------------------------------------------ | ------------------------------------------ | ------------------------------------------ | ------------------------------------------ | ------------------------------------------ | ------------------------------------------ | ------------------------------------------ | ------------------------------------------ | ------------------------------------------ | ------------------------------------------ | ------------------------------------------ |
| griechisch-römischer Stil Männer |                  |                                            |                                            |                                            |                                            |                                            |                                            |                                            |                                            |                                            |                                            |                                            |                                            |                                            |                                            |                                            |                                            |                                            |
| Craig Miller                     | Klasse bis 66 kg | aufgrund einer Verletzung nicht angetreten | aufgrund einer Verletzung nicht angetreten | aufgrund einer Verletzung nicht angetreten | aufgrund einer Verletzung nicht angetreten | aufgrund einer Verletzung nicht angetreten | aufgrund einer Verletzung nicht angetreten | aufgrund einer Verletzung nicht angetreten | aufgrund einer Verletzung nicht angetreten | aufgrund einer Verletzung nicht angetreten | aufgrund einer Verletzung nicht angetreten | aufgrund einer Verletzung nicht angetreten | aufgrund einer Verletzung nicht angetreten | aufgrund einer Verletzung nicht angetreten | aufgrund einer Verletzung nicht angetreten | aufgrund einer Verletzung nicht angetreten | aufgrund einer Verletzung nicht angetreten | aufgrund einer Verletzung nicht angetreten |

### Rudern
| Athleten | Wettbewerb                            | Vorlauf     | Vorlauf | Vorlauf       | Hoffnungslauf | Hoffnungslauf | Hoffnungslauf | Viertelfinale | Viertelfinale | Viertelfinale | Halbfinale  | Halbfinale | Halbfinale    | Finale      | Finale | Rang   |
| Athleten | Wettbewerb                            | Zeit        | Platz   | Qualifikation | Zeit          | Platz         | Qualifikation | Zeit          | Platz         | Qualifikation | Zeit        | Platz      | Qualifikation | Zeit        | Platz  | Rang   |
| --- | ------------------------------------- | ----------- | ------- | ------------- | ------------- | ------------- | ------------- | ------------- | ------------- | ------------- | ----------- | ---------- | ------------- | ----------- | ------ | ------ |
| Frauen |                                       |             |         |               |               |               |               |               |               |               |             |            |               |             |        |        |
| Emma Twigg | Einer                                 | 8:17,02 min | 1       | Viertelfinale | –             | –             | –             | 7:31,79 min   | 1             | Halbfinale    | 7:48,20 min | 2          | Finale        | 7:24,48 min | 4      | 4      |
| Genevieve Behrent Rebecca Scown | Zweier ohne Steuerfrau                | 7:09,23 min | 1       | Halbfinale    | –             | –             | –             | –             | –             | –             | 7:29,67 min | 2          | Finale        | 7:19,53 min | 2      | Silber |
| Eve Macfarlane Zoe Stevenson | Doppelzweier                          | 7:14,31 min | 1       | Halbfinale    | –             | –             | –             | –             | –             | –             | 6:52,97 min | 4          | B-Finale      | 7:50,74 min | 6      | 12     |
| Julia Edward Sophie MacKenzie | Leichtgewichts-Doppelzweier           | 7:02,01 min | 2       | Halbfinale    | –             | –             | –             | –             | –             | –             | 7:19,27 min | 2          | Finale        | 7:10,61 min | 4      | 4      |
| Genevieve Behrent Kelsey Bevan Emma Dyke Kerri Gowler Grace Prendergast Kayla Pratt Rebecca Scown Ruby Tew Frances Turner (Stf.)     | Achter                                | 6:12,05 min | 2       | Hoffnungslauf | 6:34,90 min   | 3             | Finale        | –             | –             | –             | –           | –          | –             | 6:05,48 min | 4      | 4      |
| Männer |                                       |             |         |               |               |               |               |               |               |               |             |            |               |             |        |        |
| Mahé Drysdale | Einer                                 | 7:04,45 min | 1       | Viertelfinale | –             | –             | –             | 6:46,51 min   | 1             | Halbfinale    | 7:03,70 min | 1          | Finale        | 6:41,34 min | 1      | Gold   |
| Hamish Bond Eric Murray | Zweier ohne Steuermann                | 6:41,75 min | 1       | Halbfinale    | –             | –             | –             | –             | –             | –             | 6:23,36 min | 1          | Finale        | 6:59,71 min | 1      | Gold   |
| Christopher Harris Robert Manson | Doppelzweier                          | 6:40,35 min | 1       | Halbfinale    | –             | –             | –             | –             | –             | –             | 6:17,01 min | 4          | B-Finale      | 7:06,80 min | 5      | 11     |
| Alistair Bond James Hunter James Lassche Peter Taylor                                                                                | Leichtgewichts-Vierer ohne Steuermann | 6:03,34 min | 1       | Halbfinale    | –             | –             | –             | –             | –             | –             | 6:08,96 min | 3          | Finale        | 6:28,14 min | 5      | 5      |
| George Bridgewater Nathan Flannery John Storey Jade Uru                                                                              | Doppelvierer                          | 5:59,13 min | 4       | Hoffnungslauf | 5:58,92 min   | 6             | B-Finale      | –             | –             | –             | –           | –          | –             | 6:18,92 min | 4      | 10     |
| Michael Brake Isaac Grainger Stephen Jones Alex Kennedy Shaun Kirkham Thomas Murray Brook Robertson Joe Wright Caleb Shepherd (Stm.) | Achter                                | 5:36,28 min | 3       | Hoffnungslauf | 5:56,94 min   | 3             | Finale        | –             | –             | –             | –           | –          | –             | 5:36,64 min | 6      | 6      |

### Rugby
Neuseeland hatte sich im Rahmen der 2014–15 Sevens World Series sowohl bei den Frauen als auch bei den Männern für das olympische Rugby-Turnier qualifiziert.
| Wettbewerb         | Frauen | Männer |
| ------------------ | --- | --- |
| Athleten           | Shakira Baker Kelly Brazier Gayle Broughton Theresa Fitzpatrick Sarah Goss Huriana Manuel Kayla McAlister Tyla Nathan-Wong Terina Te Tamaki Ruby Tui Niall Williams Portia Woodman | Scott Curry Tim Mikkelson Akira Ioane DJ Forbes Lewis Ormond Augustine Pulu Sam Dickson Gillies Kaka Regan Ware Rieko Ioane Joe Webber Sonny Bill Williams Sione Molia |
| Trainer            | Sean Horan | Gordon Tietjens |
| Gruppenphase       | Kenia (52:0) Spanien (31:5) Frankreich (26:7) | Japan (12:14) Kenia (28:5) Großbritannien (19:21) |
| Viertelfinale      | USA (5:0) | Fidschi (7:12) |
| Halbfinale         | Großbritannien (25:7) | – |
| Finale             | Australien (17:24) | – |
| Platzierungsspiele | – | Frankreich (24:19) Argentinien (17:14) |
| Platzierung        | Silber | 5. Platz |

### Schießen
| Athleten       | Wettbewerb                    | Qualifikation   | Qualifikation | Halbfinale      | Halbfinale    | Finale          | Finale        | Ringe/ Scheiben | Rang   |
| Athleten       | Wettbewerb                    | Ringe/ Scheiben | Rang          | Ringe/ Scheiben | Rang          | Ringe/ Scheiben | Rang          | Ringe/ Scheiben | Rang   |
| -------------- | ----------------------------- | --------------- | ------------- | --------------- | ------------- | --------------- | ------------- | --------------- | ------ |
| Frauen         |                               |                 |               |                 |               |                 |               |                 |        |
| Natalie Rooney | Trap                          | 68              | 4             | 13 (+1)         | 2             | 11              | 2             | 93              | Silber |
| Chloe Tipple   | Skeet                         | 67              | 13            | ausgeschieden   | ausgeschieden | ausgeschieden   | ausgeschieden | 67              | 13     |
| Männer         |                               |                 |               |                 |               |                 |               |                 |        |
| Ryan Taylor    | Kleinkaliber liegend 50 Meter | 622,4           | 16            | ausgeschieden   | ausgeschieden | ausgeschieden   | ausgeschieden | 622,4           | 16     |

### Schwimmen
| Athleten         | Wettbewerb          | Vorlauf      | Vorlauf | Halbfinale    | Halbfinale    | Finale        | Finale        | Rang |
| Athleten         | Wettbewerb          | Zeit         | Rang    | Zeit          | Rang          | Zeit          | Rang          | Rang |
| ---------------- | ------------------- | ------------ | ------- | ------------- | ------------- | ------------- | ------------- | ---- |
| Frauen           |                     |              |         |               |               |               |               |      |
| Lauren Boyle     | 400 m Freistil      | 4:07,90 min  | 14      | –             | –             | ausgeschieden | ausgeschieden | 14   |
| Lauren Boyle     | 800 m Freistil      | 8:25,84 min  | 9       | –             | –             | ausgeschieden | ausgeschieden | 9    |
| Emma Robinson    | 800 m Freistil      | 8:33,73 min  | 16      | –             | –             | ausgeschieden | ausgeschieden | 16   |
| Helena Gasson    | 100 m Schmetterling | 59,82 s      | 32      | ausgeschieden | ausgeschieden | ausgeschieden | ausgeschieden | 32   |
| Helena Gasson    | 200 m Schmetterling | 2:12,18 min  | 25      | ausgeschieden | ausgeschieden | ausgeschieden | ausgeschieden | 25   |
| Männer           |                     |              |         |               |               |               |               |      |
| Matthew Stanley  | 100 m Freistil      | 50,14 s      | 42      | ausgeschieden | ausgeschieden | ausgeschieden | ausgeschieden | 42   |
| Matthew Stanley  | 200 m Freistil      | 1:47,37 min  | 20      | ausgeschieden | ausgeschieden | ausgeschieden | ausgeschieden | 20   |
| Matthew Hutchins | 400 m Freistil      | 3:48,25 min  | 19      | –             | –             | ausgeschieden | ausgeschieden | 19   |
| Matthew Hutchins | 1500 m Freistil     | 15:32,60 min | 38      | –             | –             | ausgeschieden | ausgeschieden | 38   |
| Glenn Snyders    | 100 m Brust         | 1:00,26 min  | 16      | 1:00,50 min   | 15            | ausgeschieden | ausgeschieden | 15   |
| Glenn Snyders    | 200 m Brust         | 2:12,47 min  | 23      | ausgeschieden | ausgeschieden | ausgeschieden | ausgeschieden | 23   |
| Corey Main       | 100 m Rücken        | 53,99 s      | 16      | 54,29 s       | 15            | ausgeschieden | ausgeschieden | 15   |
| Corey Main       | 200 m Rücken        | 1:57,51 min  | 15      | 1:58,08 min   | 14            | ausgeschieden | ausgeschieden | 14   |
| Bradlee Ashby    | 200 m Schmetterling | 2:01,22 min  | 29      | ausgeschieden | ausgeschieden | ausgeschieden | ausgeschieden | 29   |
| Bradlee Ashby    | 200 m Lagen         | 1:59,77 min  | 16      | 2:00,45 min   | 14            | ausgeschieden | ausgeschieden | 14   |
| Kane Radford     | 10 km Freiwasser    | –            | –       | –             | –             | 1:53:18,7 h   | 18            | 18   |

### Segeln
Fleet Race
| Athleten                       | Wettbewerb  | Qualifikation | Qualifikation | Medal Race | Medal Race | Punkte | Rang   |
| Athleten                       | Wettbewerb  | Punkte        | Rang          | Punkte     | Rang       | Punkte | Rang   |
| ------------------------------ | ----------- | ------------- | ------------- | ---------- | ---------- | ------ | ------ |
| Frauen                         |             |               |               |            |            |        |        |
| Alex Maloney Molly Meech       | 49er FX     | 47            | 3             | 4          | 2          | 51     | Silber |
| Jo Aleh Olivia Powrie          | 470er       | 48            | 2             | 6          | 3          | 54     | Silber |
| Männer                         |             |               |               |            |            |        |        |
| Sam Meech                      | Laser       | 79            | 3             | 6          | 3          | 85     | Bronze |
| Josh Junior                    | Finn Dinghy | 84            | 7             | 8          | 4          | 92     | 7      |
| Paul Snow-Hansen Daniel Wilcox | 470er       | 92            | 9             | 12         | 6          | 104    | 10     |
| Peter Burling Blair Tuke       | 49er        | 31            | 1             | 2          | 1          | 33     | Gold   |
| Mixed                          |             |               |               |            |            |        |        |
| Jason Saunders Gemma Jones     | Nacra 17    | 79            | 3             | 2          | 1          | 81     | 4      |

### Taekwondo
| Athleten      | Wettbewerb       | Achtelfinale | Achtelfinale | Viertelfinale | Viertelfinale | Hoffnungsrunde Halbfinale | Hoffnungsrunde Halbfinale | Halbfinale    | Halbfinale    | Hoffnungsrunde Finale | Hoffnungsrunde Finale | Finale        | Finale        | Rang          |
| Athleten      | Wettbewerb       | Gegner       | Ergebnis     | Gegner        | Ergebnis      | Gegner                    | Ergebnis                  | Gegner        | Ergebnis      | Gegner                | Ergebnis              | Gegner        | Ergebnis      | Rang          |
| ------------- | ---------------- | ------------ | ------------ | ------------- | ------------- | ------------------------- | ------------------------- | ------------- | ------------- | --------------------- | --------------------- | ------------- | ------------- | ------------- |
| Frauen        |                  |              |              |               |               |                           |                           |               |               |                       |                       |               |               |               |
| Andrea Kilday | Klasse bis 49 kg | Iris Sing    | 5:7          | ausgeschieden | ausgeschieden | ausgeschieden             | ausgeschieden             | ausgeschieden | ausgeschieden | ausgeschieden         | ausgeschieden         | ausgeschieden | ausgeschieden | ausgeschieden |

### Tennis
| Athleten                     | Wettbewerb | 1. Runde                     | 1. Runde       | 2. Runde | 2. Runde | Achtelfinale  | Achtelfinale  | Viertelfinale | Viertelfinale | Halbfinale    | Halbfinale    | Finale        | Finale        |
| Athleten                     | Wettbewerb | Gegner                       | Ergebnis       | Gegner   | Ergebnis | Gegner        | Ergebnis      | Gegner        | Ergebnis      | Gegner        | Ergebnis      | Gegner        | Ergebnis      |
| ---------------------------- | ---------- | ---------------------------- | -------------- | -------- | -------- | ------------- | ------------- | ------------- | ------------- | ------------- | ------------- | ------------- | ------------- |
| Männer                       |            |                              |                |          |          |               |               |               |               |               |               |               |               |
| Marcus Daniell Michael Venus | Doppel     | Daniel Nestor Vasek Pospisil | 6:4, 3:6, 6:76 | –        | –        | ausgeschieden | ausgeschieden | ausgeschieden | ausgeschieden | ausgeschieden | ausgeschieden | ausgeschieden | ausgeschieden |

### Triathlon
| Athleten      | Wettbewerb | Zeit      | Rang |
| ------------- | ---------- | --------- | ---- |
| Frauen        |            |           |      |
| Andrea Hewitt | Einzel     | 1:58:15 h | 7    |
| Nicky Samuels | Einzel     | 1:59:30 h | 13   |
| Männer        |            |           |      |
| Tony Dodds    | Einzel     | 1:48:24 h | 21   |
| Ryan Sissons  | Einzel     | 1:48:01 h | 17   |

### Turnen

#### Gerätturnen
| Athleten          | Wettbewerb       | Qualifikation | Qualifikation | Finale        | Finale        | Rang |
| Athleten          | Wettbewerb       | Punkte        | Rang          | Punkte        | Rang          | Rang |
| ----------------- | ---------------- | ------------- | ------------- | ------------- | ------------- | ---- |
| Frauen            |                  |               |               |               |               |      |
| Courtney McGregor | Mehrkampf Einzel | 53,165        | 41            | ausgeschieden | ausgeschieden | 41   |
| Männer            |                  |               |               |               |               |      |
| Mikhail Koudinov  | Mehrkampf Einzel | 80,899        | 45            | ausgeschieden | ausgeschieden | 45   |

#### Trampolinturnen
| Athleten      | Wettbewerb | Qualifikation | Qualifikation | Finale | Finale | Rang |
| Athleten      | Wettbewerb | Punkte        | Rang          | Punkte | Rang   | Rang |
| ------------- | ---------- | ------------- | ------------- | ------ | ------ | ---- |
| Männer        |            |               |               |        |        |      |
| Dylan Schmidt | Einzel     | 107,660       | 8             | 57,140 | 7      | 7    |

### Wasserspringen
| Athleten      | Wettbewerb        | Vorkampf | Vorkampf | Halbfinale    | Halbfinale    | Finale        | Finale        | Rang |
| Athleten      | Wettbewerb        | Punkte   | Rang     | Punkte        | Rang          | Punkte        | Rang          | Rang |
| ------------- | ----------------- | -------- | -------- | ------------- | ------------- | ------------- | ------------- | ---- |
| Frauen        |                   |          |          |               |               |               |               |      |
| Elizabeth Cui | Kunstspringen 3 m | 273,30   | 24       | ausgeschieden | ausgeschieden | ausgeschieden | ausgeschieden | 24   |